# Vlagyimir Vlagyimirovics Petrov
Vlagyimir Vlagyimirovics Petrov, oroszul: Влади́мир Влади́мирович Петро́в (Krasznogorszk, 1947. június 30. – Moszkva, 2017. február 28.) kétszeres olimpiai bajnok szovjet válogatott orosz jégkorongozó.

## Pályafutása
Vlagyimir Petrov Krasznogorszkban született, a Szovjetunió területén 1947. június 30-án. Pályafutását a Krilja Szovetov Moszkva csapatában kezdte 1965-ben, majd két év után a CSZKA Moszkvába igazolt. Pályafutása végén, 1981 és 1983 között játszott még a SZKA Leningrádban. A CSZKA-ban és a szovjet válogatottban is legendás triót alkotott Valerij Harlamovval és Borisz Mihajlovval. Három olimpián vett részt, az 1972-es szapporói és az 1976-os innsbrucki olimpián olimpiai bajnok lett, majd az 1980-as Lake Placid-i olimpián ezüstérmet szerzett. Kilencszeres világbajnok, ezen kívül szerzett két ezüst- és egy bronzérmet az 1969 és 1981 között a világbajnokságokon. Tizenegyszeres szovjet bajnok, a bajnokságban összesen 553 meccsen 370 gólt ütött.
Utóbbi torna történetében a negyedik legtöbb pontot szerző játékos 74 góljával és 80 asszisztjával. 1983-ban vonult vissza, később edzősködött, 1992 és 1994 között az Orosz Jégkorong Szövetség elnöki tisztségét is betöltötte. 2006-ban beválasztották az IIHF Hall of Fame-be. 
2017. február 28-án 69 évesen rákbetegségben hunyt el. Temetése március 2-án Mityiscsiben volt.

## Sikerei, díjai
- Olimpiai játékok
  - aranyérmes (2): 1972, Szapporo, 1976, Innsbruck
  - ezüstérmes: 1980, Lake Placid
- Világbajnokság
  - aranyérmes (9): 1969, 1970, 1971, 1973, 1974, 1975, 1978, 1979, 1981
  - ezüstérmes (2): 1972, 1976
  - bronzérmes: 1977